# Армія Бранденбург-Пруссії
Армія Бранденбург-Пруссії — збірна назва для позначення військових сил та збройних формацій Бранденбург-Прусської держави в період з 1618 по 1701.

## Витоки
Як і в інших німецьких державах того часу, так і в Бранденбург-Прусській державі існували власні нечисельні військові формування. Складалися вони з найманців. Під час воєнних дій їхня чисельність збільшувалася, а в мирний час скорочувалася до мінімуму. На початку Тридцятирічної війни Бранденбург-Прусська держава зайняла нейтралітет. Малі ресурси та нечисельне військо змушували утримуватися від участі у війні. Однак, різанина влаштована імперськими військами в Магдебурзі у травні 1631 року, змусила курфюрста Бранденбургу підтримати антигабсбургську коаліцію. Так, бранденбург-прусські війська взяли участь в Тридцятирічній війні.

## Армія за правління «Великого Курфюрста» (1640–1688)

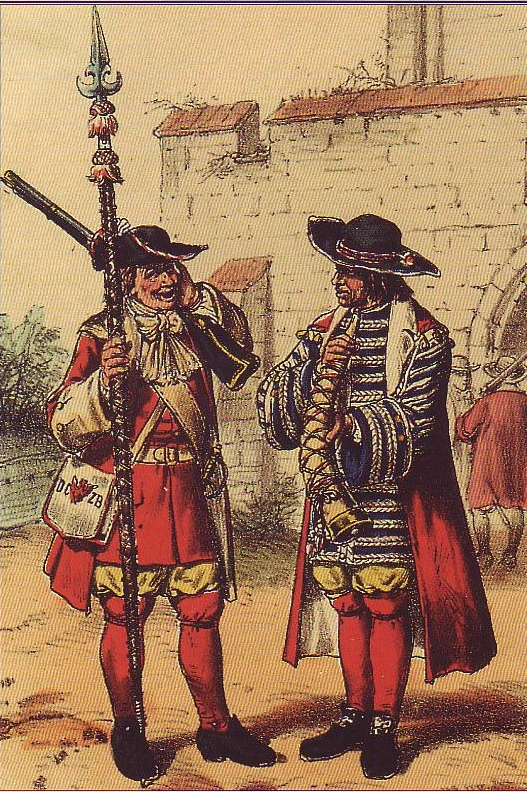
Солдати бранденбурзького піхотного полку „Kurfürstin Dorothea“ 1675 рік

Створення постійної регулярної армії в Бранденбург-Прусській державі відноситься до правління Фрідріха-Вільгельма, відомого також як «Великий Курфюрст» (1640–1688). Рішення про створення постійної регулярної армії було прийнято 5 червня 1644 року на засіданні Таємної ради. До того військо комплектувалося з найманців, котрих набирали на час війни і розпускали по її завершенні. Тридцятирічна війна довела неефективність найманого війська, вірність котрого забезпечувалася лише грошима. Для набору регулярної армії була необхідна чисельна рекрутська служба, оскільки набрати необхідну кількість новобранців можна було лише за допомоги примусових заходів. Саме завдяки цьому лише в Клеве було рекрутовано 4 тис. новобранців. У Прусському герцогстві було набрано 1200 людей до регулярних військ та 6 тис. до міліції. Набір у Курмарку дав значно менші результати внаслідок людських втрат у роки Тридцятирічної війни — лише 2400 солдатів. Крім того, існувала лейбгвардія курфюрста, що складалася з 500 мушкетерів. Вже в 1646 році, через два роки після започаткування регулярної армії, її чисельність становила 14 тис. вояків (8 тис. регулярні війська та 6 тис. міліції).
Основні засади комплектування армії Бранденбургу-Пруссії:
- заохочення до військової служби синів місцевих землевласників
- підбор офіцерів з місцевої знаті
- фінансування війська за рахунок доходів з земель домену курфюрста

У часи ІІ Шведсько-польської війни (1655–1660) чисельність бранденбурзько-прусської армії досягає до 25 тис., включаючи гарнізонні війська та артилерію.
У битві під Варшавою 8,5 тис. бранденбуржців та 9 тис. шведів завдали поразки 40 тис. польському війську. За мирним договором від 1660 року Фрідріх-Вільгельм домігся звільнення себе від васальних обов'язків щодо польського короля та сувернітету свого володіння —Прусське герцогство.
Під час Шведсько-бранденбурзької війни Фрідріх-Вільгельм та його фельдмаршал Дерффінгер здобули перемогу над шведами в битві під Фербелліном в 1675 році. Внаслідок цього армії курфюрста вдалося витіснити шведські війська з Німеччини, а згодом і Пруссії під час так званої «Війни за Куршську спадщину» в 1678 році. Цій перемозі Фрідріх-Вільгельм забов'язаний своїм титулом «Великий Курфюрст».
Під час правління Фрідріха- Вільгельма армія нараховувала 7 тис. вояків у мирний час та 15-30 тис. у воєнний.

## За правління Фрідріха ІІІ (1688–1713)

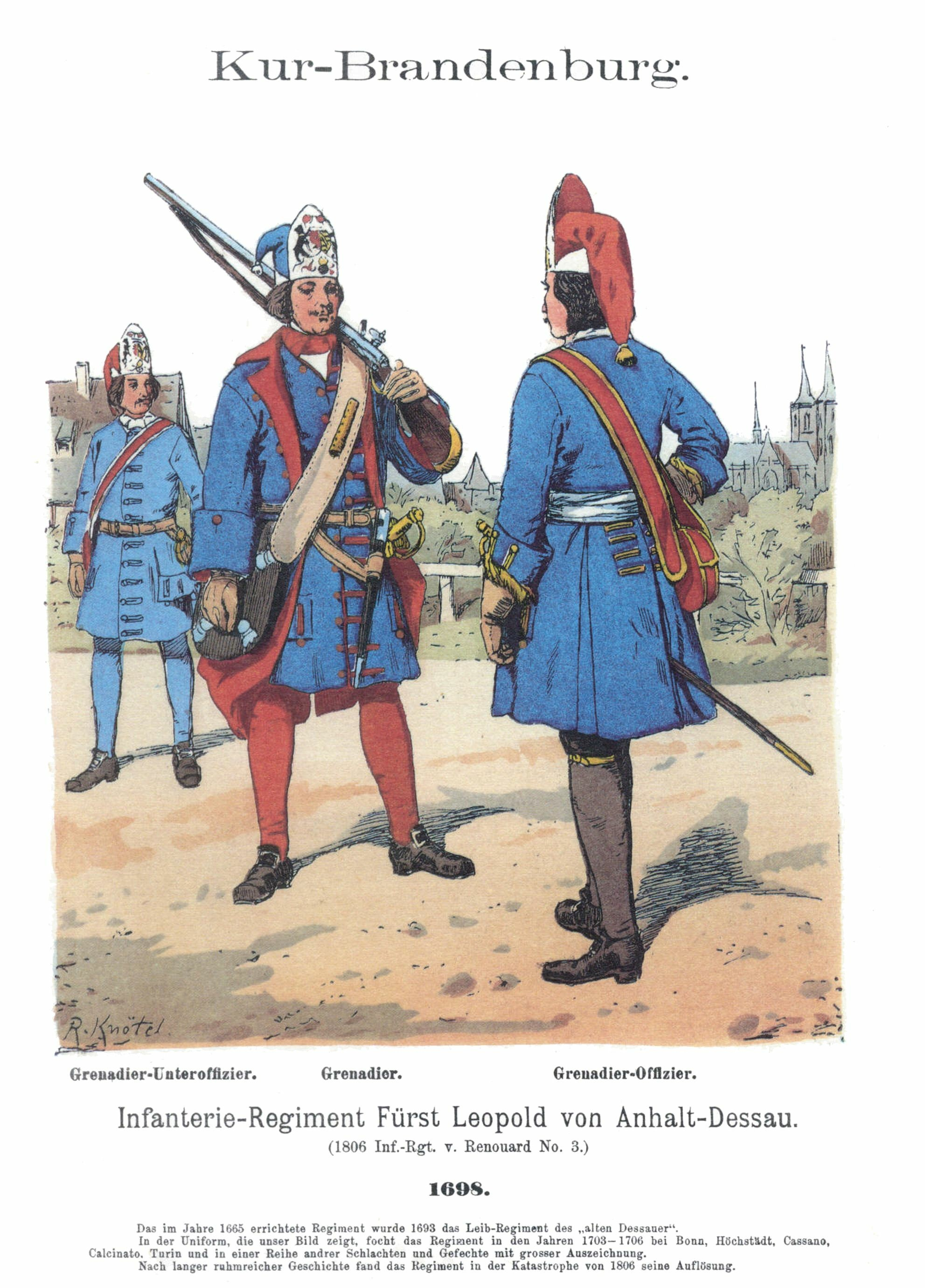
Гренадери Бранденбурзького піхотного полку N.3 князя Леопольда фон Ангальт-Дессау часів курфюрста Фридріха ІІІ. 1698 рік

На початку війни Імперії з Францією в 1688 році курфюрст Фрідріх ІІІ видав особистий указ до державних установ, згідно з яким частина армії мала діяти в складі імперської армії Габсбургів проти французьких військ. На той час бранденбурзько-прусська армія вже цілком складалася з місцевого населення, а не завербованих іноземців.
У 1701 році курфюрст Фрідріх ІІІ коронувався як король Пруссії. У зв'язку з цим армія стала називатися «королівською прусською», замість «курфюстська бранденбурзька». Проте, протягом XVIII ст. в Імперії і за її межами, аж до 1772 року, щодо Прусського королівства продовжувала використовуватися назва Бранденбург-Пруссія. Ціною проголошення Пруссії королівством стала участь прусських військ у війні за іспанську спадщину на боці Імперії.
Прусські війська взяли участь в битвах під Гохштадтом, Рамільї, Турином, Тулоном та Мальплаком тощо. За наказом короля Фрідріха І 5 тис. прусських вояків знаходилося в Нідерландах, а 8 тис. воювали в Італії. Таким чином, 3/4 прусської армії воювали на боці антифранцузької коаліції.Прусська армія, вже на той час, мала репутацію найкращої в Європі.
Однак незважаючи на це, розкішний спосіб життя, котрий вів король Фрідріх І, змусив тимчасово зменшити фінансове навантаження на скарбницю, скоротивши після війни армію до 22 тис. Це було останнім скороченням в історії прусської армії.
За правління курфюрста, а пізніше короля, Фрідріха відбулися такі значні нововведення в бранденбурзько-прусській армії як поява Військового суду та введення одностроїв.
Військовий суд було засновано в 1692 році, з метою підвищення дисципліни серед солдатів.
З 1700 року починається введення одностроїв. Уніформа мала ряд переваг:

- єдиний зовнішній вигляд солдатів
- було легше відрізнити «своїх» від «чужих»
- за масового виробництва одяг вояків ставав значно дешевшим.

Як базовий колір одностроїв в армії починає переважати синій колір.

## Уніформа

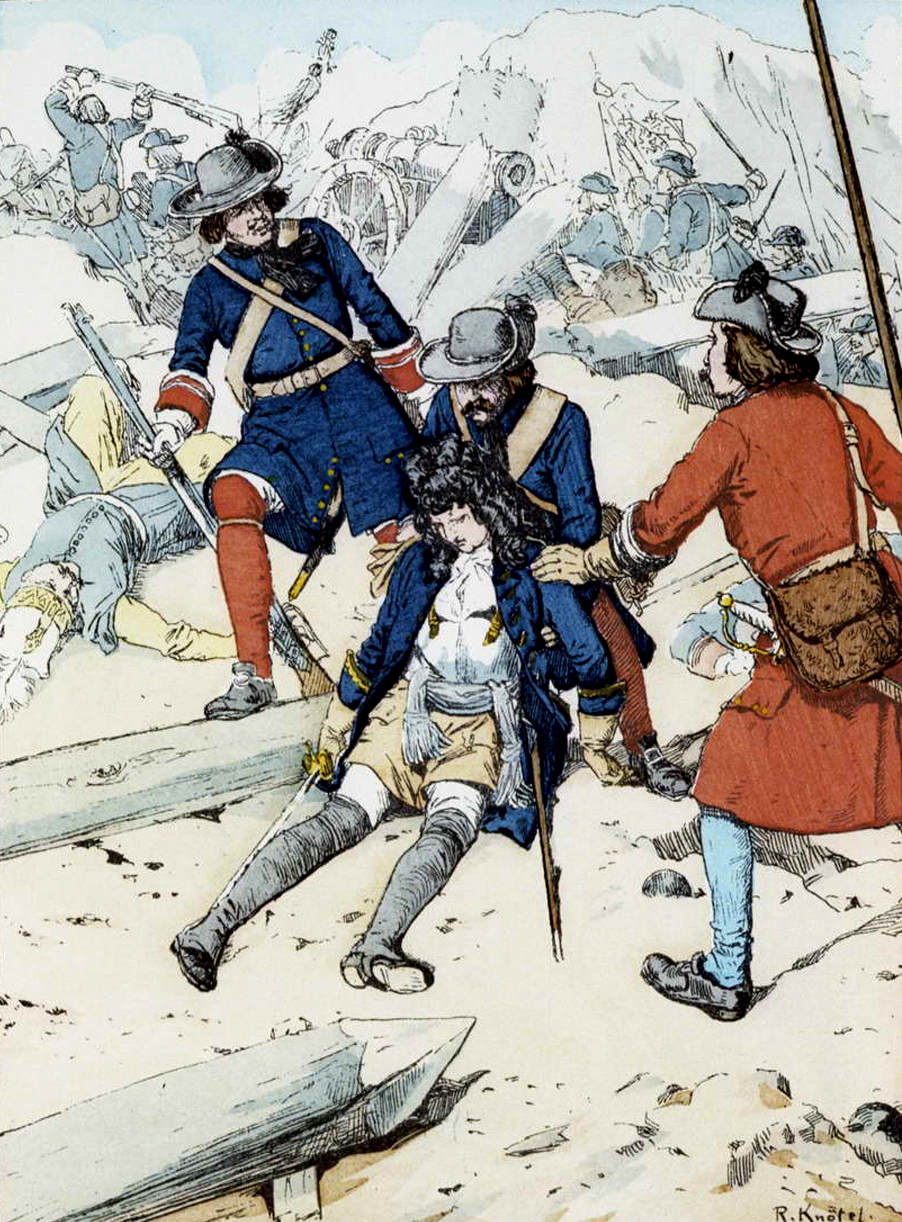
Уніформа бранденбурзьких вояків (1686).

До середини XVII ст. армія Бранденбурга-Пруссії не мала уніформи в сучачному значенні цього поняття. Причиною цього був нерегулярний характер армії та стан розвитку текстильних мануфактур, що не дозволяв налагодити масове виробництво одностроїв. 
За часів Фрідріха-Вільгельма становище починає змінюватися. Створюється регулярна армія, в котрій вже регламентується яким має бути спорядження та одяг вояків. Перші однострої виготовлялися з тканин темних кольорів (найбільш розповсюдженим був синій колір, що пізніше стане базовим для армії Пруссії). Це було пов'язано з тим, що тканини неяскравих та темних кольорів були дешевшими. Саме через це вони стали розповсюдженими серед бідних протестантських країн на півночі Європи, таких як: Швеція, Гессен-Кассель та Бранденбург-Пруссія. Натомість, на відміну від них армії католицьких  держав  мали більш яскраву та багато оздоблену форму (білу, сіру, жовту). Багаті протестантські держави, такі як Ганновер, Англія та Данія мали форму з тканин червоного кольору. 
Форма рядових складалася з довгополого каптану,  коротких штанів, панчіх. Колір підкладки каптана, комірця, отворотів рукавів був різним для кожного полку.  Також впізнати до якого полку відноситься солдат можна було за формою обшлагів рукавів каптана,  приборному кольору ґудзиків, вишивкою та нашивками, а також шийних пов'язок (краваток). Головним убором для більшості вояків був круглий капелюх, часто їх поля з одного боку підгорталися. З 1670-х років поля капелюхів починають підгортати з трьох сторін, так з'явиться трикутний капелюх.  Серед гренадерів були розповсюджені капелюхи без полів, щоб не заважати при метанні гранат.
Форма офіцерів,  окрім функціонального призначення, мала представляти традиції певного полку. Навіть без знаків, позначаючих звання, офіцерів вирізняли такі деталі як перо на капелюсі, портупея, кружевна краватка, жилет, панчохи полкових кольорів, широконосі туфлі з пряжками. Обов'язковими елементами був експонтон, шпага, офіцерський шарф. В цілому офіцерська форма мала більш багате оздоблення та  виготовлялася з якісніших тканин, завдяки тому що офіцери замовляли її самі і за свій рахунок.
За правління курфюрста Фрідріха III посилюється тенденція до уніфікації форми. В 1700 році затверджується синій колір як базовий для форми. Це рішення було пізніше закріплено в регламенті 1709 року.

## Звання
Система звань в армії Бранденбург-Пруссії, що склалась на початок XVIII  ст.:
- Генерал-фельдмаршал (Generalfeldmarschall)
- Генерал-полковник (Generaloberst)
- Генерал ("General")
- Генерал-лейтенант (Generalleutnant)
- Генерал-майор (Generalmajor)
- Полковник (Oberst)
- Підполковник (Oberstleutnant)
- Майор (Major) - в піхоті,

Оберст-вахмістр (Oberstwachtmeister) -в кавалерії,
Фейєрверксмістр (Feuerwerksmeister) -  в артилерії
- Капітан (Hauptmann або Capitaine) або  Штабс-капітан (Stabskapitän) - в піхоті,

Ротмістр (Rittmeister) - в кавалерії,
Фейєрверкс-капітан (Feuerwerks-Hauptmann) - в артилерії
- Старший лейтенант (Oberleutnant) або  Прем'єр-лейтенант (Premier-Lieutenant) - в піхоті,

Фейєрверкс-прем'єр-лейтенант (Feuerwerks-Premierlieutenant) - в артилерії
Фейєрверкс-обер-лейтенант (Feuerwerksoberlieutenant) - в артилерії
- Лейтенант (Leutnant) або Секунд-лейтенант (Seconde-Lieutenant) - в піхоті, кавалерії,

Фейєрвекс-секунд-лейтенант (Feuerwerkslieutenant) - в артилерії
- Фельдфебель-лейтенант (Feldwebelleutnant)
- Фенріх (кандидат в офіцери) (Fähnrich) - в піхоті,

Корнет (Kornett) - в кавалерії, 
Штик-юнкер (Stückjunker) - в артилерії
- Зауряд-офіцер (Offiziersstellvertreter)
- Фельдфебель (Feldwebel) - в піхоті,

Вахмістр (Wachtmeister) - в кавалерії та артилерії,
Обер-фейєрверкер (Oberfeuerwerker) - в артилерії
- Віце-фельдфебель (Vizefeldwebel) - в піхоті,

Віце-вахмістр (Vizewachtmeister) - в кавалерії та артилерії
- Сержант (Sergeant)- в піхоті та кавалерії,

Фейєрверкер (Feuerwerker) - в артилерії
- Капрал (Corporal) - в піхоті,

Унтер-офіцер (Unteroffizier) - в кавалерії
- Старший єфрейтор (Obergefreiter)
- Єфрейтор (Gefreiter)

Бомбардир (Bombardier) - в артилерії
- Мушкетер (Musketier) - в піхоті

Фузилер (Füsilier) - в піхоті
Гренадер (Grenadier) - в піхоті
Рейтар (Reiter) - в кавалерії
Канонір (Kanonier) в артилерії